# Olga Strandzali
Olga Strandzali (gr. Όλγα Στράντζαλη, ur. 12 stycznia 1996) – grecka siatkarka, reprezentantka kraju, grająca na pozycji przyjmującej.

## Sukcesy klubowe
Mistrzostwo Francji:
- 2018[6]

Puchar Polski:
- 2021

Mistrzostwo Polski:
- 2021

Superpuchar Rumunii:
- 2021

Puchar Rumunii:
- 2022[7]

Mistrzostwo Rumunii:
- 2022[8]

## Sukcesy reprezentacyjne
Igrzyska Śródziemnomorskie:
- 2018